# Erioptera (Erioptera) furcifer
Erioptera (Erioptera) furcifer is een tweevleugelige uit de familie steltmuggen (Limoniidae). De soort komt voor in het Nearctisch gebied.